# Marta Kadlecová
Marta Kadlecová (Praga, 20 luglio 1944) è un'ex nuotatrice cecoslovacca, dal 1992 ceca, che ha partecipato alle Olimpiadi di Roma 1960, gareggiando nei 200m rana.